# Puntkroos
Puntkroos (Lemna trisulca ) is een plant uit de aronskelkfamilie (Araceae) die voorkomt in Europa, Azië, Noord-Amerika en Mexico. In Nederland komt hij algemeen voor, in België zeldzamer.
De plant bestaat uit 0,5-1,5 cm. grote lancetvormige schijfjes die zich onder water bevinden, behalve als ze bloeien. De schijfjes zijn aan een eind steelachtig versmald. Bloeiende schijfjes zijn eirond tot eirond-lancetvormig. Hierin verschilt puntkroos van klein kroos (Lemna minor), waarbij de schijfjes altijd op het wateroppervlak drijven. De plant komt voor in zoet en brak, ondiep voedselrijk water en vermeerdert zich vooral vegetatief.
Een schijfje is een doorschijnend groene bladachtige stengel zonder bladeren. Een enkel worteldraadje hangt aan elk plantje.
Puntkroos bloeit van mei tot en met juni. De bloemen zijn eenslachtig en eenhuizig. Een bloemdek ontbreekt. Aan de rand van een schijfje zitten vaak twee mannelijke en een vrouwelijke bloem bijeen. De mannelijke bloem heeft een meeldraad en de vrouwelijke een eenhokkig vruchtbeginsel.
De vrucht is een eenzadige droge dopvrucht die korter dan een jaar kiemkrachtig is.